# Listes de séismes

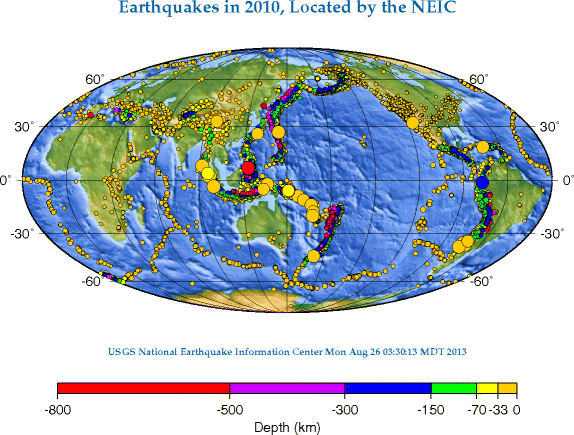
Carte de la répartition mondiale des séismes en 2010, montrant leur distribution essentiellement le long des frontières des grandes plaques tectoniques (dorsales dans les océans, ceinture de feu du Pacifique et ceinture alpine sur les continents).

Cette page est une liste rassemblant des séismes selon différents critères. 
Note : le Centre Sismologique International (ISC) recense, analyse et vérifie les magnitudes et les localisations de séismes dans le monde depuis 1960. Le catalogue complet, une liste de 14000 séismes de référence, et une bibliographie scientifique exhaustive peuvent être consultés sur ce site.

## Selon la date
- Liste de séismes historiques
- Liste de séismes du XXe siècle (en)
- Liste de séismes du XXIe siècle (en)
  - Liste de séismes en 2017
  - Liste de séismes en 2018
  - Liste de séismes en 2019
- Liste des séismes les plus meurtriers des années 2000
- Liste des séismes les plus meurtriers des années 2010
- Liste des séismes les plus meurtriers des années 2020

## Selon le lieu
- Afrique du Sud
- Algérie
- Allemagne
- Argentine
  - Province de Mendoza (en)
- Arménie (en)
- Argentine
- Asie du Sud (en)
- Australie
- Azerbaïdjan
- Canada
  - Québec
- Chili
- Chine
  - Sichuan
- Colombie (en)
- Costa Rica
- Cuba (en)
- Équateur (en)
- El Salvador (en)
- Érythrée (en)
- Espagne (en)
- États-Unis
  - Californie (en)
  - Hawaï (en)
  - Illinois (en)
  - Washington (État) (en)
- France
- Géorgie (en)
- Grèce
- Guatemala
- Haïti (en)
- Îles Britanniques
- Inde
- Indonésie (en)
- Iran
- Islande
- Italie
- Japon
- Mexique
- Népal
- Nicaragua (en)
- Nouvelle-Zélande (en)
- Pakistan (en)
- Panama
- Pays-Bas (en)
- Pérou
- Philippines (en)
- Roumanie (en)
  - Comté de Vrancea (en)
- Russie (en)
- Samoa (en)
- Taïwan
- Turquie
- Venezuela

## Les plus forts

Camembert de l'énergie dégagée par les trois plus forts séismes enregistrés lors de la période 1906 à 2005, comparativement à tous les séismes d'une magnitude inférieure à 6, d'une magnitude située entre 6 et 7, entre 7 et 8 et supérieurs à 8.

La liste suivante recense les dix séismes les plus puissants enregistrés sur l'échelle de magnitude de moment. Les séismes s'étant produits avant le XXe siècle peuvent difficilement être évalués selon cette échelle. Pour ceux-ci, les valeurs indiquées sont conséquemment des estimations (est.).
L'amélioration des instruments de mesure avec les années introduit un biais observationnel amenant une surreprésentation des séismes récents.
| Rang | Date             | Lieu                                       | Nom                                           | Magnitude      |
| ---- | ---------------- | ------------------------------------------ | --------------------------------------------- | -------------- |
| 1    | 22 mai 1960      | Valdivia, Chili                            | Séisme de 1960 à Valdivia                     | 9,4-9,6        |
| 2    | 27 mars 1964     | Baie du Prince-William, Alaska, États-Unis | Séisme de 1964 en Alaska                      | 9,2-9,3        |
| 2    | 26 décembre 2004 | Océan Indien, Sumatra, Indonésie           | Séisme et tsunami de 2004 dans l'océan Indien | 9,2-9,3        |
| 4    | 8 juillet 1730   | Valparaíso, Chili                          | Séisme de 1730 à Valparaíso (en)              | 9,1-9,3 (est.) |
| 5    | 17 octobre 1737  | Kamtchatka, Russie                         | Séisme de 1737 au Kamtchatka                  | 9,0-9,3 (est.) |
| 6    | 11 mars 2011     | Océan Pacifique, Japon                     | Séisme de 2011 de la côte Pacifique du Tōhoku | 9,0-9,1,       |
| 7    | 4 novembre 1952  | Kamtchatka, URSS                           | Séisme de 1952 au Kamtchatka                  | 9,0            |
| 8    | 16 décembre 1575 | Valdivia, Chili                            | Séisme de 1575 à Valdivia (en)                | 9,0 (est.)     |
| 8    | 24 novembre 1604 | Arica, Chili                               | Séisme de 1604 à Arica (en)                   | 9,0 (est.)     |
| 8    | 17 mai 1841      | Kamtchatka, Russie                         | Séisme de 1841 à Kamchatka (en)               | 9,0 (est.)     |

## Les plus meurtriers
| Rang | Nom              | Date              | Lieu                             | Décès                    | Magnitude                     | Notes                                         |
| ---- | ---------------- | ----------------- | -------------------------------- | ------------------------ | ----------------------------- | --------------------------------------------- |
| 1    | Shaanxi          | 23 janvier 1556   | Shaanxi, Chine                   | 820 000 à 830 000 (est.) | 8,0 (est.)                    |                                               |
| 2    | Haiyuan          | 16 décembre 1920  | Ningxia–Gansu, Chine             | 273 407,                 | 7,8                           |                                               |
| 3    | Antioche         | 13 décembre 115   | Antioche, Turquie                | 260 000 (est.)           | 7,9 (est.)                    |                                               |
| 4    | Antioche         | mai 526           | Antioche, Turquie                | 250 000 à 300 000        | 7,0 (est.)                    |                                               |
| 5    | Tangshan         | 28 juillet 1976   | Hebei, Chine                     | 242 769,                 | 7,8                           |                                               |
| 6    | Alep             | 11 octobre 1138   | Alep, Syrie                      | 230 000                  | 8,5 (est.)                    |                                               |
| 7    | Gandja (en)      | 20 septembre 1139 | Gandja, Azerbaïdjan              | 230 000 à 300 000 (est.) | 7,7 ; 7,5 puis 7 à 7,3 (est.) |                                               |
| 8    | Haïti            | 12 janvier 2010   | Haïti                            | 229 184 à 316 000        | 7,2                           | Les estimations varient de 46 000 à 316 000,. |
| 9    | « Océan Indien » | 26 décembre 2004  | Océan Indien, Sumatra, Indonésie | 227 898, voire plus      | 9,1–9,3                       |                                               |
| 10   | Hongdong (en)    | 17 septembre 1303 | Shaanxi, Chine                   | 170 000 à 270 000        | 7,2 à 7,6 (est.)              |                                               |

## Les plus coûteux
| Rang | Nom                                                  | Magnitude    | Coût estimé des dommages |
| ---- | ---------------------------------------------------- | ------------ | ------------------------ |
| 1    | Séisme de 2011 de la côte Pacifique du Tōhoku, Japon | 9,0          | 235 milliards de $,      |
| 2    | Séisme de 2008 au Sichuan, Chine                     | 8,0          | 147 milliards de $       |
| 3    | Séismes de 2023 en Turquie et Syrie                  | 7,8 puis 7,5 | 103 milliards de $       |
| 4    | Séisme de 1995 à Kobe, Japon                         | 6,9          | 100 milliards de $       |
| 5    | Séisme de 1994 à Northridge, États-Unis              | 6,7          | 44 milliards de $        |
| 6    | Séisme de Christchurch de 2011, Nouvelle-Zélande     | 6,3          | 40 milliards de $        |
| 7    | Séisme de 2010 au Chili, Chili                       | 8,8          | 30 milliards de $        |
| 8    | Séismes de 2012 en Émilie-Romagne, Italie            | 6,1          | 15 milliards $           |
| 9    | Séisme de 1989 à Loma Prieta, États-Unis             | 6,9          | 11 milliards $           |
| 10   | Séisme de 1999 à Chichi, Taïwan                      | 7,6          | 10 milliards de $        |